# Ricardo Núñez Martín
Ricardo Núñez Martín (Madrid, 7 de juliol de 1939) ha estat un polític madrileny establert al País Valencià, diputat en la primera legislatura de les Corts Valencianes.
Treballà com a enginyer tècnic agrícola. Militant del PSPV-PSOE fou elegit diputat per la circumscripció de Castelló a les eleccions a les Corts Valencianes de 1983. Ha estat president de la comissió d'Agricultura, Ramaderia i Pesca i vocal de la Comissió d'Obres Públiques i Transports de les Corts Valencianes.